# Rejon horyniecki
Rejon horyniecki (ukr. Горинецький район) – dawna jednostka podziału administracyjnego Ukraińskiej Socjalistycznej Republiki Radzieckiej w Związku Socjalistycznych Republik Radzieckich w latach 1940–1941 i 1944. Należał do obwodu lwowskiego. Siedziba władz rejonu znajdowała się w Horyńcu.
Rejon horyniecki został utworzony 17 stycznia 1940 na podstawie dekretu Prezydium Rady Najwyższej USRR o podziale na rejony zachodnich obwodów USRR, kiedy to w obwodzie lwowskim utworzono 37 rejonów, między innymi horyniecki. Rejon objął obszary na południe od Linii Mołotowa:
- całą gminę Horyniec;
- większą część gminy Lisie Jamy (bez gromad Lisie Jamy, Karolówka i Załuże);
- południową część gminy Lipsko (gromady Huta Stara, Łówcza (bez Woli), Łukawica i Wola Wielka);
- zachodni fragment gminy Cieszanów (gromadę Chotylub).

Obszary te należały przed wojną do powiatu lubaczowskiego w województwie lwowskim.
3 kwietnia 1940 wysiedlono mieszkańców wsi Wola Wielka, Łówcza, Gorajec i Chlewiska, położonych w strefie przygranicznej o szerokości 800 m, i wywieziono do obwodu akermańskiego.
Rejon horyniecki przestał istnieć wraz z wybuchem wojny niemiecko-radzieckiej 22 czerwca 1941. Jego tereny weszły w skład Landkreis Rawa Ruska dystryktu galicyjskiego Generalnego Gubernatorstwa.
Rejon został odtworzony 23 lipca 1944, po zajęciu tych terenów przez Armię Czerwoną.
W październiku 1944, w wyniku wytyczenia granicy między ZSRR a Polską, prawie cały rejon horyniecki wszedł w skład Polski, gdzie został włączony do reaktywowanego powiatu lubaczowskiego, który 18 sierpnia 1945 wszedł w skład nowo utworzonego woj. rzeszowskiego. Jedynie gromada Hruszów pozostała w ZSRR, gdzie weszła w skład rejonu niemirowskiego.